# فولکس‌واگن پاسات سی‌سی

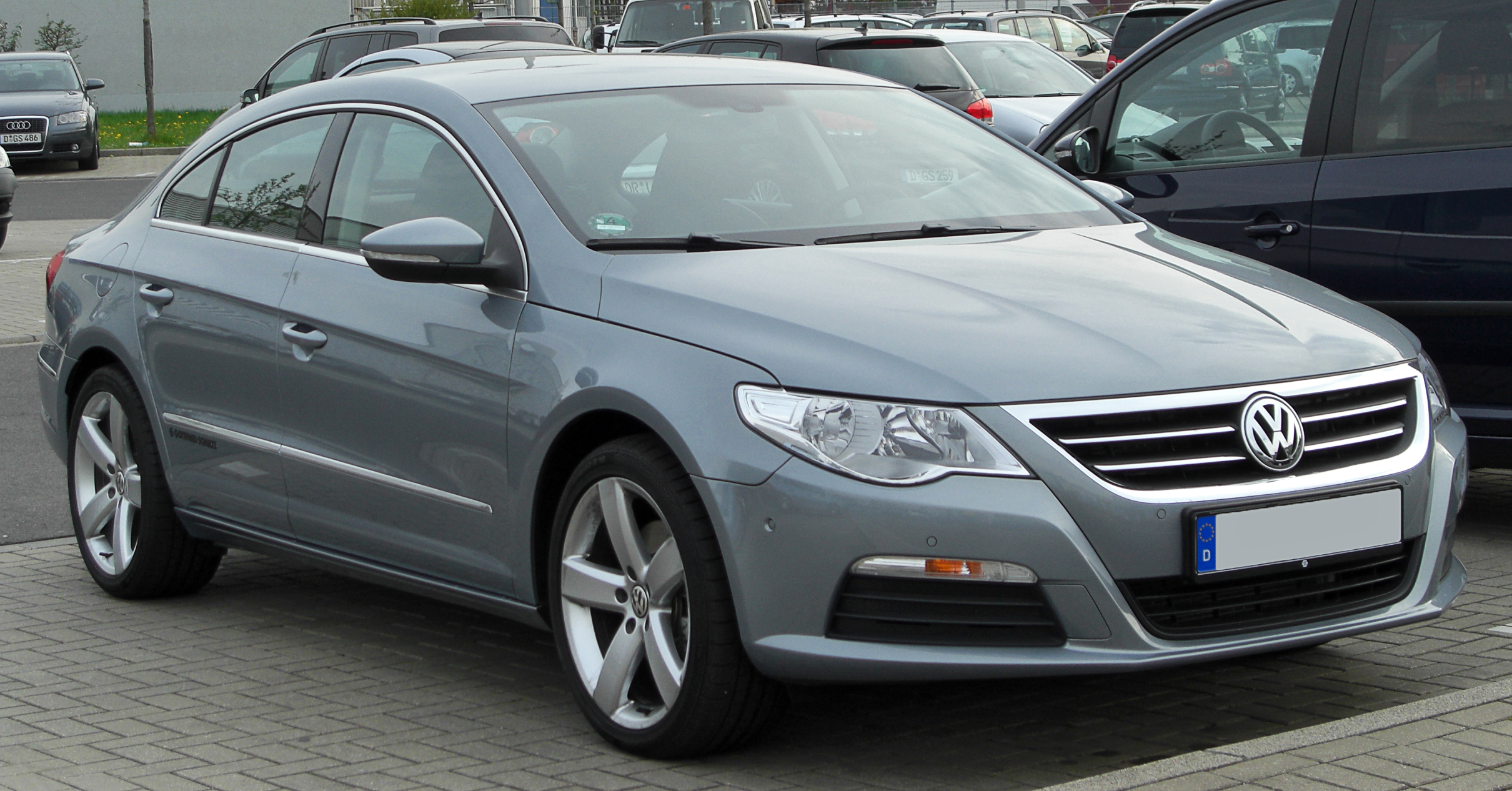

فولکس‌واگن پاسات سی‌سی (Volkswagen Passat CC) خودرویی است که از سال ۲۰۰۸ تا کنون در آلمان تولید شده‌است. طراحی آن موتور جلو، خودرو محور جلو، خودرو چهار چرخ محرک بوده است.